# De Havilland Gipsy Queen
Il de Havilland Gipsy Queen era un motore aeronautico a 6 cilindri in linea rovesciato raffreddato ad aria prodotto dall'azienda britannica de Havilland Engine Company negli anni trenta del XX secolo.
Era un'evoluzione del de Havilland Gipsy Six.

## Velivoli utilizzatori
Italia
- Breda Ba.44
- Fiat G.46 bis
- SAI Ambrosini Super S.7 (primo prototipo, marche I-PAIN)

 Regno Unito
- de Havilland DH.89 Dragon Rapide
- de Havilland DH.104 Dove
- de Havilland DH.114 Heron
- Percival Proctor
- Short Sealand